# Kanton Barbazan
Der Kanton Barbazan war bis 2015 ein französischer Wahlkreis im Arrondissement Saint-Gaudens, im Département Haute-Garonne und in der Region Midi-Pyrénées; sein Hauptort war Barbazan. Sein Vertreter im Conseil Régional für die Jahre 2008 bis 2014 war Patrice Rival.
Der 24 Gemeinden umfassende Kanton hatte 6853 Einwohner (Stand: 2012) auf einer Fläche von 133 km².

## Gemeinden
| Gemeinde                    | Einwohner Jahr | Fläche km² | Bevölkerungsdichte | Postleitzahl | Code INSEE |
| --------------------------- | -------------- | ---------- | ------------------ | ------------ | ---------- |
| Antichan-de-Frontignes      | 95 (2013)      | –          | – Einw./km²        | 31510        | 31009      |
| Ardiège                     | 362 (2013)     | –          | – Einw./km²        | 31210        | 31013      |
| Bagiry                      | 88 (2013)      | –          | – Einw./km²        | 31510        | 31041      |
| Barbazan                    | 448 (2013)     | –          | – Einw./km²        | 31510        | 31045      |
| Cier-de-Rivière             | 266 (2013)     | –          | – Einw./km²        | 31510        | 31143      |
| Frontignan-de-Comminges     | 71 (2013)      | –          | – Einw./km²        | 31510        | 31200      |
| Galié                       | 91 (2013)      | –          | – Einw./km²        | 31510        | 31207      |
| Génos                       | 82 (2013)      | –          | – Einw./km²        | 31510        | 31217      |
| Gourdan-Polignan            | 1315 (2013)    | –          | – Einw./km²        | 31210        | 31224      |
| Huos                        | 476 (2013)     | –          | – Einw./km²        | 31210        | 31238      |
| Labroquère                  | 325 (2013)     | –          | – Einw./km²        | 31510        | 31255      |
| Lourde                      | 90 (2013)      | –          | – Einw./km²        | 31510        | 31306      |
| Luscan                      | 63 (2013)      | –          | – Einw./km²        | 31510        | 31308      |
| Malvezie                    | 127 (2013)     | –          | – Einw./km²        | 31510        | 31313      |
| Martres-de-Rivière          | 407 (2013)     | –          | – Einw./km²        | 31210        | 31323      |
| Mont-de-Galié               | 35 (2013)      | –          | – Einw./km²        | 31510        | 31369      |
| Ore                         | 118 (2013)     | –          | – Einw./km²        | 31510        | 31405      |
| Payssous                    | 88 (2013)      | –          | – Einw./km²        | 31510        | 31408      |
| Pointis-de-Rivière          | 842 (2013)     | –          | – Einw./km²        | 31210        | 31426      |
| Saint-Bertrand-de-Comminges | 246 (2013)     | –          | – Einw./km²        | 31510        | 31472      |
| Saint-Pé-d’Ardet            | 122 (2013)     | –          | – Einw./km²        | 31510        | 31509      |
| Sauveterre-de-Comminges     | 698 (2013)     | –          | – Einw./km²        | 31510        | 31535      |
| Seilhan                     | 201 (2013)     | –          | – Einw./km²        | 31510        | 31542      |
| Valcabrère                  | 147 (2013)     | –          | – Einw./km²        | 31510        | 31564      |

## Bevölkerungsentwicklung
| 1962 | 1968 | 1975 | 1982 | 1990 | 1999 | 2006 |
| ---- | ---- | ---- | ---- | ---- | ---- | ---- |
| 6761 | 6777 | 6500 | 6088 | 6026 | 6228 | 6734 |